# Team Schluckspecht

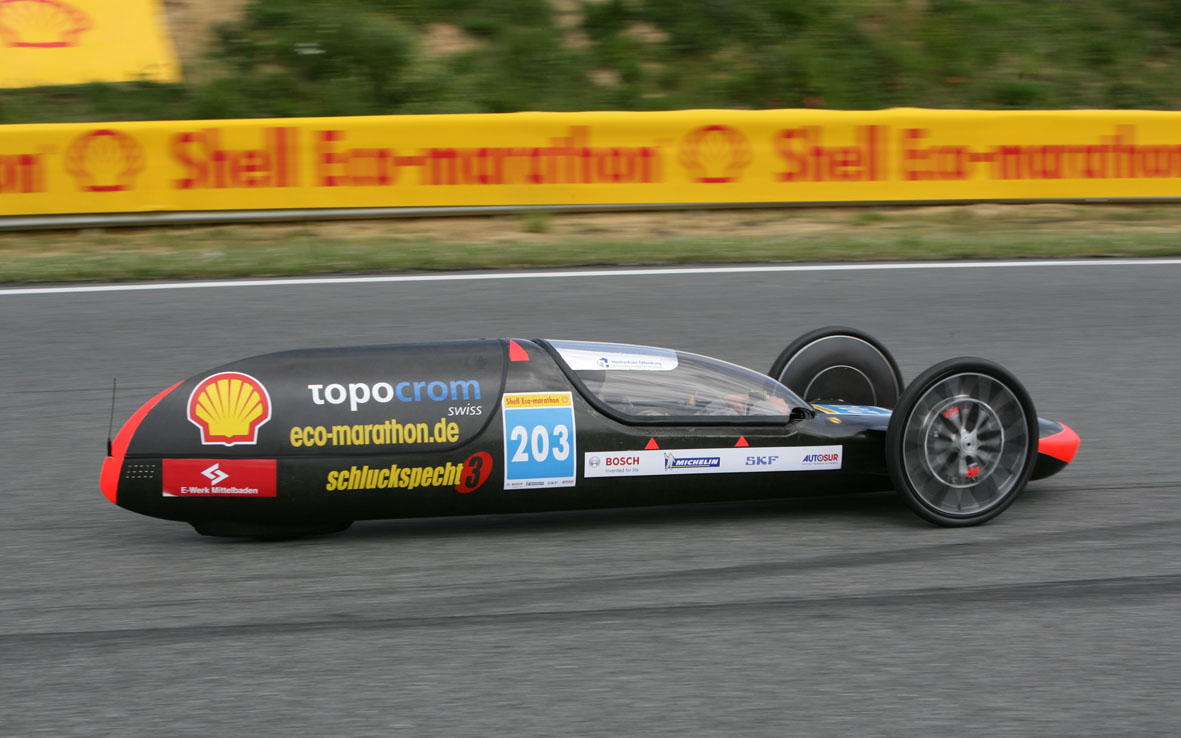
Der Schluckspecht 3 beim Shell Eco Marathon 2007

Das Team Schluckspecht war das erste deutsche Team, das 1998 am Shell Eco-Marathon teilnahm. Die Gruppe von Studenten der Hochschule Offenburg gewann im Jahr 2008 die Brennstoffzellenkategorie.
Nach den vorherigen drei Versionen, die in der Prototypen-Klasse teilnahmen, wurde beim Wettbewerb 2009 in der Kategorie UrbanConcept gestartet. Mit dem Schluckspecht City soll ein spritsparendes straßentaugliches Fahrzeug entwickelt werden.

## Erfolge
| Jahr | Erfolg |
| ---- | --- |
| 2003 | Conception Award Monocoque-Karosserie |
| 2005 | 1. Platz Dieselkategorie |
| 2006 | 3. Platz Brennstoffzellenkategorie 1. Platz Bosch-Innovationspreis für Radnabenmotor                                                                 |
| 2007 | f-cell Award (Ethanol Brennstoffzelle) |
| 2008 | 1. Platz Brennstoffzellenkategorie |
| 2011 | 2. Platz Brennstoffzellenkategorie 3. Platz Plug-in-Kategorie bei den Urban Concept Fahrzeugen Weltrekord: 1631,5 Kilometer mit einer Batterieladung |
| 2012 | Ausgezeichneter Ort im Land der Ideen |
| 2013 | 1. Platz Diesel-Kategorie bei den Urban Concept Fahrzeugen                                                                                           |
| 2014 | 1. Platz Diesel-Kategorie bei den Urban Concept Fahrzeugen Shell Helix Tribology Award                                                               |
| 2015 | 1. Platz Diesel-Kategorie bei den Urban Concept Fahrzeugen                                                                                           |
| 2016 | 1. Platz Diesel-Kategorie bei den Urban Concept Fahrzeugen                                                                                           |
| 2017 | 4. Platz Diesel-Kategorie bei den Urban Concept Fahrzeugen                                                                                           |
| 2018 | 3. Platz in der Kategorie „Autonomes Fahren“ |
| 2019 | 2. Platz in der Kategorie „Autonomes Fahren“ 3. Platz Diesel-Kategorie bei den Urban Concept Fahrzeugen 5. Platz der Drivers’ World Championship     |